# 田中謙次 (外交官)
田中 謙次（たなか けんじ、1944年12月16日 - 2001年4月30日）は、日本の外交官。2000年（平成12年）から2001年（平成13年）までカザフスタン兼キルギス兼タジキスタン駐箚特命全権大使を務めた。

## 経歴・人物
岐阜県出身。岐阜県立岐阜高等学校を経て、1968年一橋大学法学部卒業、外務省入省。ロシアが専門で、フランク・エルベと親交を結んだ。軍縮会議日本政府代表部一等書記官、外務省経済局海洋課長、防衛庁長官官房法規課長、外務省情報調査局分析課長等を経て、1991在ソビエト連邦日本国大使館公使。1992年在ウィーン日本政府代表部公使。1995年日本原子力研究所国際協力室次長。1998年デュッセルドルフ総領事。2000年から駐カザフスタン共和国特命全権大使を務め、エルラン・イドリソフ外務大臣との間でカザフスタン国立音楽アカデミー文化への無償協力を行う目的の書簡の交換を行うなどしたが、2001年4月30日に心筋梗塞のためアルマトイで死去した。

## 訳書
- 『ドイツ統一の舞台裏で―六角形の円卓会議』中央公論事業出版 2004年